# Luci Apusti Ful·ló (cònsol)
Luci Apusti Ful·ló (en llatí Lucius Apustius L. F. C. N. Fullo) va ser un magistrat romà que va viure al segle iii aC. Formava part de la gens Apústia i era de la família dels Ful·ló.
Va ser elegit cònsol l'any 226 aC quan Roma estava esparverada per la imminent invasió dels gals. Els llibres sibil·lins deien que el que els gals i els grecs havien de posseir la ciutat. Llavors, per consell dels pontífexs, Ful·ló va fer enterrar vius a un home gal i una dona grega a la zona del mercat per trencar la profecia. Va dedicar el seu consolat al reclutament de tropes a Roma i Itàlia per fer front a l'amenaça dels gals.